# Deifobos
Deifobos a fost unul dintre fiii lui Priam și a Hecubei.

## Iliada
Acesta apare în marea epopee Iliada. El a ucis patru oameni de faimă în Războiul Troian. Tot acolo Atena a luat înfățișarea acestuia pentru a-l păcăli pe Hector în lupta sa cu Ahile. După ce Hector a aruncat lancea sa a cerut-o și pe a fratelui să Deifobos, deși nu mai era nimeni lângă el. Atunci Ahile l-a ucis aruncând lancea în gâtul acestuia.